# Cayo Ninfidio Sabino
Cayo o Gayo Ninfidio Sabino  (35-68) fue un militar romano que ocupó la prefectura del pretorio de la Guardia Pretoriana durante el reinado de Nerón, en sustitución de Lucio Fenio Rufo. Compartió el cargo con Tigelino. 
Durante la segunda mitad de la década de los 60, la impopularidad de Nerón creció tanto entre el pueblo como entre el ejército, dando lugar a una serie de rebeliones que acabaron derrocándole y le obligaron a suicidarse en el año 68. Ninfidio tomó parte en la conspiración contra Nerón y persuadió a los pretorianos para que desertaran. Sin embargo, cuando trató de coronarse emperador, fue asesinado por sus propios soldados.

## Vida
Ninfidio Sabino era hijo de una liberta imperial llamada Ninfidia. Algunos historiadores han propuesto la posibilidad de que su padre fuera un gladiador, llamado Marciano, o que Ninfidio fuera un hijo ilegítimo del emperador Calígula.
Tras el fracaso de la conspiración liderada por el senador Cayo Calpurnio Pisón que tenía como objetivo derrocar a Nerón, las ejecuciones de hombres de alto rango en la administración brindaron la oportunidad a muchos romanos de alcanzar posiciones de poder. Entre los que ascendieron por esta época se encontraba Ninfidio Sabino, que se convirtió en prefecto del pretorio junto a Tigelino tras la muerte de su anterior colega Fenio Rufo.
Ninfidio fue consolidando gradualmente su poder entre los pretorianos y Galba se ganó su lealtad al prometerles una generosa recompensa si le declaraban emperador. Las revueltas de Víndex y Galba llevaron a Nerón al suicidio en el año 68.
Durante el período de incertidumbre que se apoderó de Roma entre la muerte de Nerón y la llegada de Galba a la capital del Imperio, Ninfidio organizó la dimisión de Tigelino y se proclamó único comandante de las fuerzas pretorianas. Galba sin embargo nombró un sustituto para Tigelino, Cornelio Lacón y tomó medidas para eliminar a sus posibles rivales (por ejemplo, el asesinato de Lucio Clodio Macro en la provincia de África), todos los cuales habrían hecho que Ninfidio empezara a sentir miedo.
Ninfidio decidió declarar que él mismo era sucesor legítimo de Nerón, reivindicación que se apoya en la dudosa afirmación de que era hijo ilegítimo de Calígula. Los pretorianos, temerosos de cómo reaccionaría Galba si apoyaban al prefecto rebelde, asesinaron a Ninfidio antes de que el nuevo emperador llegara a Roma.
La importancia de Ninfidio no solo se debe al decisivo papel que desempeñó durante la caída de Nerón, sino también a que es uno de los mejores ejemplos de cómo un hombre podía superar las trabas de la mediocridad de su linaje e impulsarse a puestos de gran importancia dentro del Imperio, así como la enorme importancia de la lealtad de la Guardia Pretoriana durante las rápidas sucesiones que acaecieron en el turbulento año de los cuatro emperadores.